# 二號科布爾鎮區 (北卡羅萊納州阿拉曼斯縣)
二號科布爾鎮區（英語：Township 2, Coble）是位於美國北卡羅萊納州阿拉曼斯縣的一個鎮區。

## 地方資料
二號科布爾鎮區的面積為76.14平方千米，皆為陸地。根據2020年美國人口普查的數據，當地共有人口4604人，而人口密度為每平方千米60.47人。